# Docalidia bucina
Docalidia bucina är en insektsart som beskrevs av Nielson 1979. Docalidia bucina ingår i släktet Docalidia och familjen dvärgstritar. Inga underarter finns listade i Catalogue of Life.